# Sargis Adamyan
Sargis Adamyan (Armeens: Սարգիս Ադամյան) (Jerevan, 23 mei 1993) is een Armeens voetballer, die doorgaans speelt als linksbuiten. Adamyan werd in juli 2019 door TSG 1899 Hoffenheim overgenomen van SSV Jahn Regensburg. Adamyan is sedert 2013 Armeens international.

## Clubcarrière
Adamyan doorliep de jeugdreeksen van 1. FC Neubrandenburg 04 en Hansa Rostock. Bij die laatste debuteerde hij op 26 januari 2013 in het eerste elftal. In de met 0–2 verloren wedstrijd tegen SC Preußen Münster kwam hij na rust Ronny Marcos vervangen. Na omzwervingen bij TSG Neustrelitz en TSV Steinbach werd hij in de zomer van 2017 overgenomen door SSV Jahn Regensburg, toen uitkomend in de 2. Bundesliga, alwaar hij op 29 juli 2017 debuteerde tegen Arminia Bielefeld. Negentien minuten voor tijd werd hij vervangen door Jonas Nietfeld in een wedstrijd die met 2–1 werd verloren. Na een tweede succesvolle seizoen met 15 doelpunten in 33 wedstrijden maakte Adamyan in juli 2019 de overstap naar TSG 1899 Hoffenheim. Op 23 september 2019 maakte hij zijn debuut in de Bundesliga toen hij 20 minuten voor tijd Ishak Belfodil kwam vervangen in de uitwedstrijd tegen VfL Wolfsburg die uiteindelijk op een 1–1 gelijkspel eindigde. Twee speeldagen later wist hij tweemaal te scoren in de uitwedstrijd tegen FC Bayern München. Zijn éérste twee doelpunten bleken voldoende voor de eindwinst (1–2).
Op 31 januari 2022 werd hij gehuurd door Club Brugge waar hij snel Bas Dost voorbij stak in de pikorde met 5 doelpunten in zijn eerste 8 matchen. Club Brugge bedong een aankoopoptie van 3 miljoen euro. De aankoopoptie werd echter niet gelicht en Adamyan trok naar 1 FC Köln na afloop van het seizoen.

## Clubstatistieken
| Seizoen | Club                | Competitie      | Competitie | Competitie | Beker | Beker | Internationaal | Internationaal | Totaal | Totaal |
| Seizoen | Club                | Competitie      | Wed.       | Dlp.       | Wed.  | Dlp.  | Wed.           | Dlp.           | Wed.   | Dlp.   |
| ------- | ------------------- | --------------- | ---------- | ---------- | ----- | ----- | -------------- | -------------- | ------ | ------ |
| 2012/13 | Hansa Rostock       | 3. Liga         | 8          | 0          | 0     | 0     | –              | –              | 8      | 0      |
| 2013/14 | TSG Neustrelitz     | OL Nordost      | 11         | 1          | 0     | 0     | –              | –              | 11     | 1      |
| 2014/15 | TSG Neustrelitz     | OL Nordost      | 25         | 5          | 5     | 3     | –              | –              | 30     | 8      |
| 2015/16 | TSG Neustrelitz     | OL Nordost      | 19         | 7          | 2     | 2     | –              | –              | 21     | 9      |
| 2015/16 | TSV Steinbach       | RL Südwest      | 14         | 2          | 0     | 0     | –              | –              | 14     | 2      |
| 2016/17 | TSV Steinbach       | RL Südwest      | 33         | 16         | 4     | 5     | –              | –              | 37     | 21     |
| 2017/18 | SSV Jahn Regensburg | 2. Bundesliga   | 33         | 5          | 2     | 0     | –              | –              | 35     | 5      |
| 2018/19 | SSV Jahn Regensburg | 2. Bundesliga   | 33         | 15         | 1     | 0     | –              | –              | 34     | 15     |
| 2019/20 | TSG 1899 Hoffenheim | Bundesliga      | 15         | 5          | 1     | 1     | –              | –              | 16     | 6      |
| 2020/21 | TSG 1899 Hoffenheim | Bundesliga      | 3          | 1          | 0     | 0     | 2              | 2              | 5      | 3      |
| 2021/22 | Club Brugge         | Eerste klasse A | 15         | 6          | 0     | 0     |                |                | 15     | 6      |
| Totaal  | Totaal              | Totaal          | 201        | 62         | 15    | 11    | 2              | 2              | 218    | 75     |

## Interlandcarrière
Adamyan is een voormalig Armeens jeugdinternational. Adamyan werd in juni 2013 opgeroepen voor de nationale ploeg met het oog op de WK-kwalificatiewedstrijden 2014 tegen Malta en Denemarken. Hij kreeg echter geen speelminuten toebedeeld. Op zijn debuut was het wachten tot 10 september 2013 in de WK-kwalificatiewedstrijd tegen Denemarken. Aan de rust kwam hij Artur Sarkisov vervangen die met een blessure in de kleedkamer was gebleven. De wedstrijd werd met 0–1 verloren. Op 19 november 2018 wist hij een eerste maal te scoren voor Armenië. In de uitwedstrijd tegen Liechtenstein maakte hij het openingsdoelpunt in de negende minuut. De wedstrijd eindigde op een 2–2 gelijkspel.

## Erelijst
| Landskampioen België | 1x | 2021/22 |